# Геррішрід
Геррішрід (нім. Herrischried) — громада в Німеччині, знаходиться в землі Баден-Вюртемберг. Підпорядковується адміністративному округу Фрайбург. Входить до складу району Вальдсгут.
Площа — 37,50 км2. Населення становить 2725 ос. (станом на 31 грудня 2020).

## Галерея

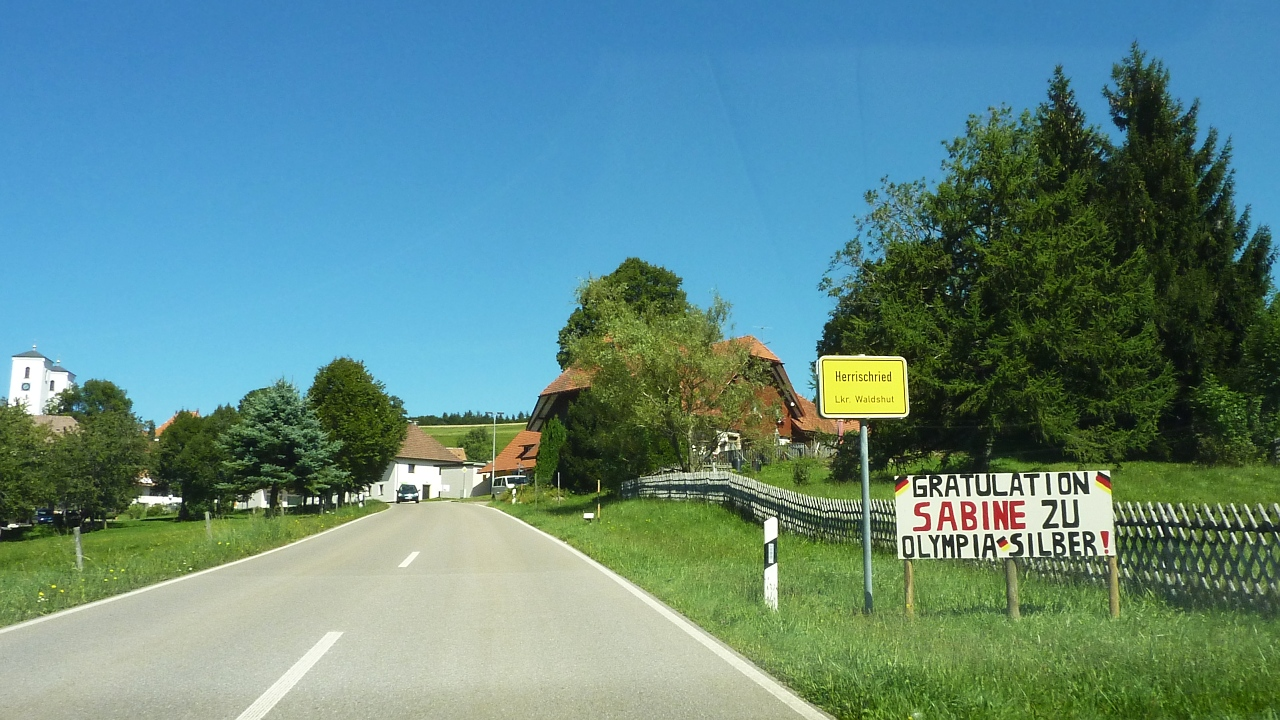
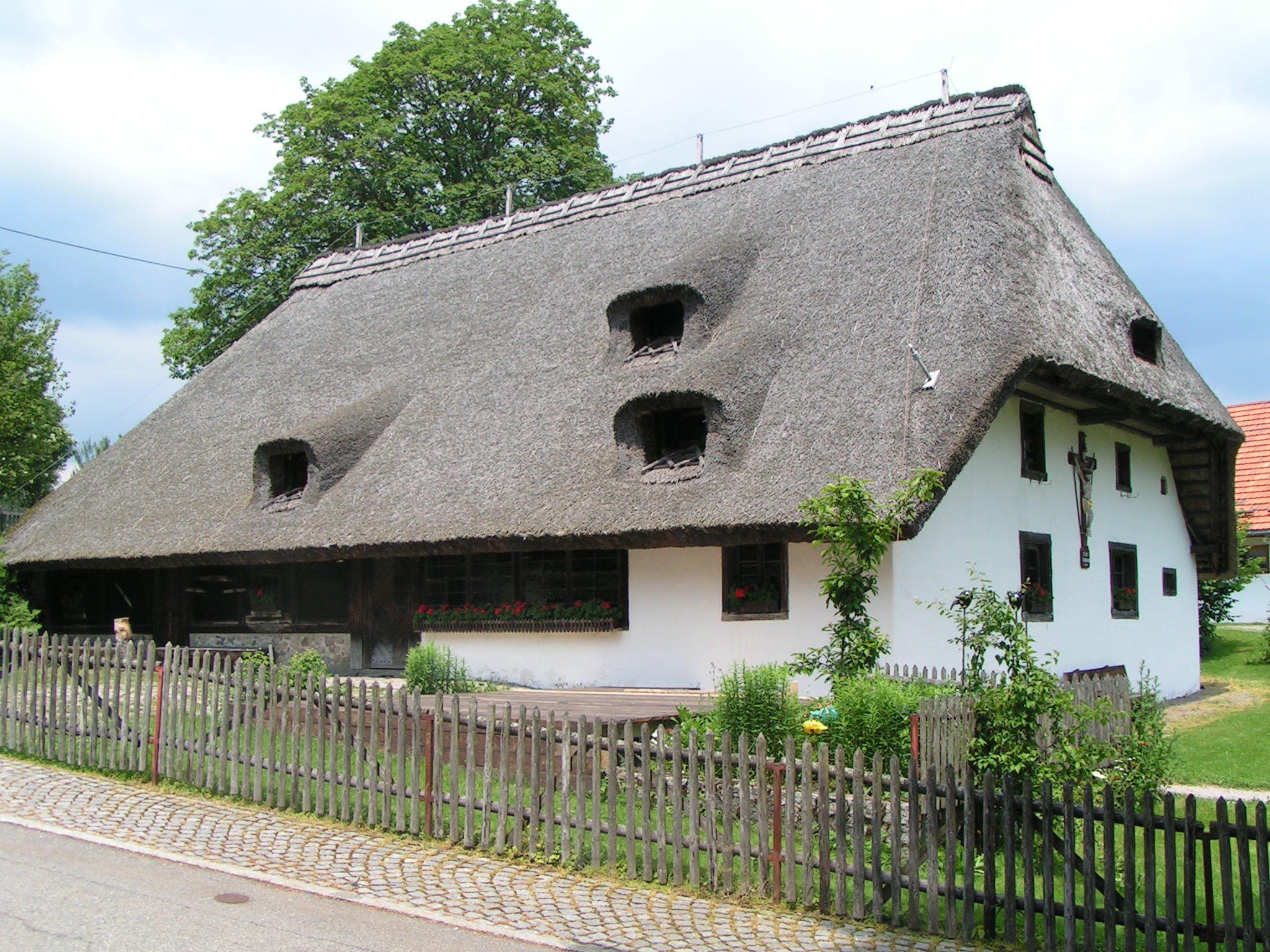
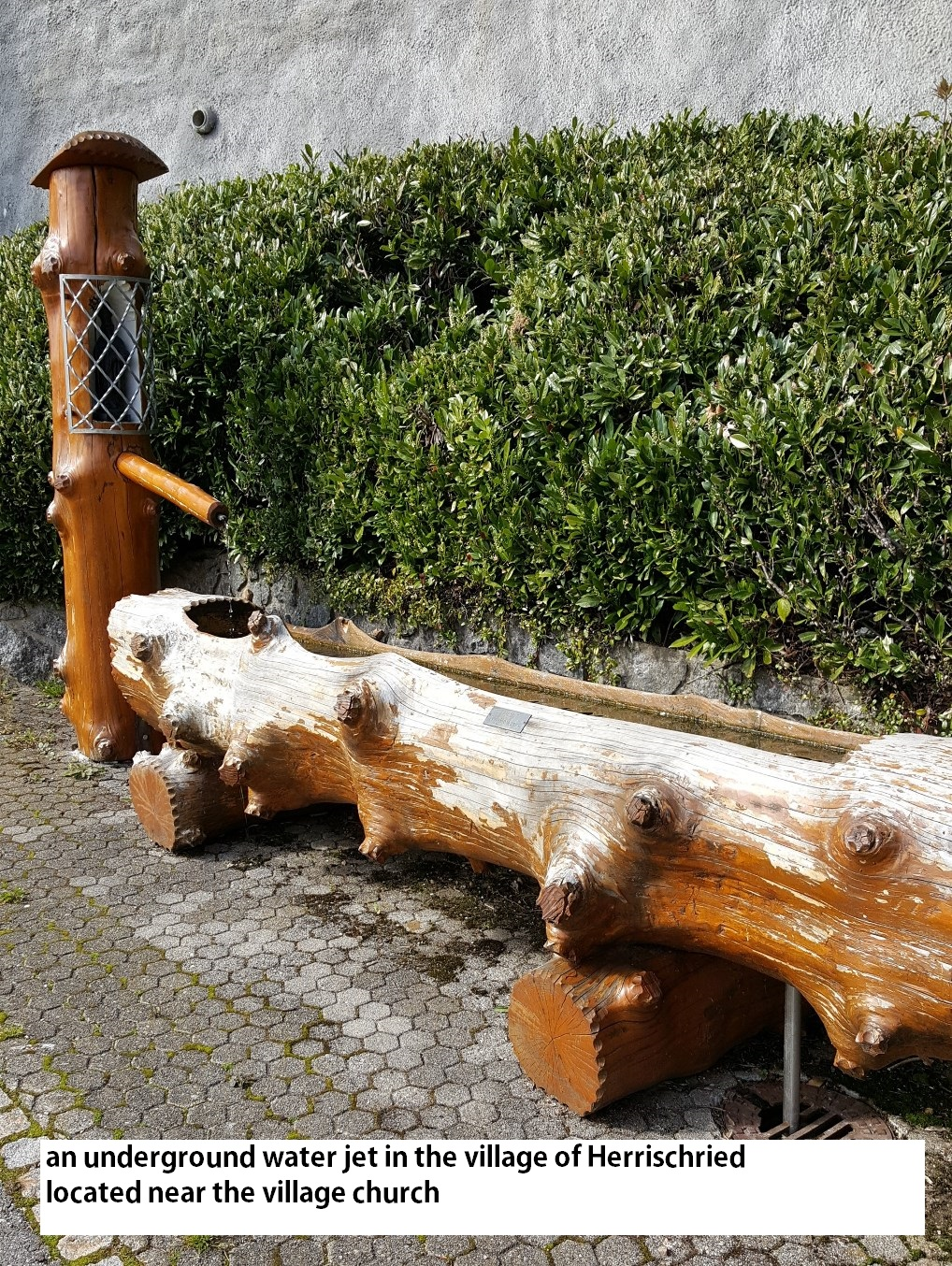
Джерело питної води, розташоване біля церкви села Геришрід
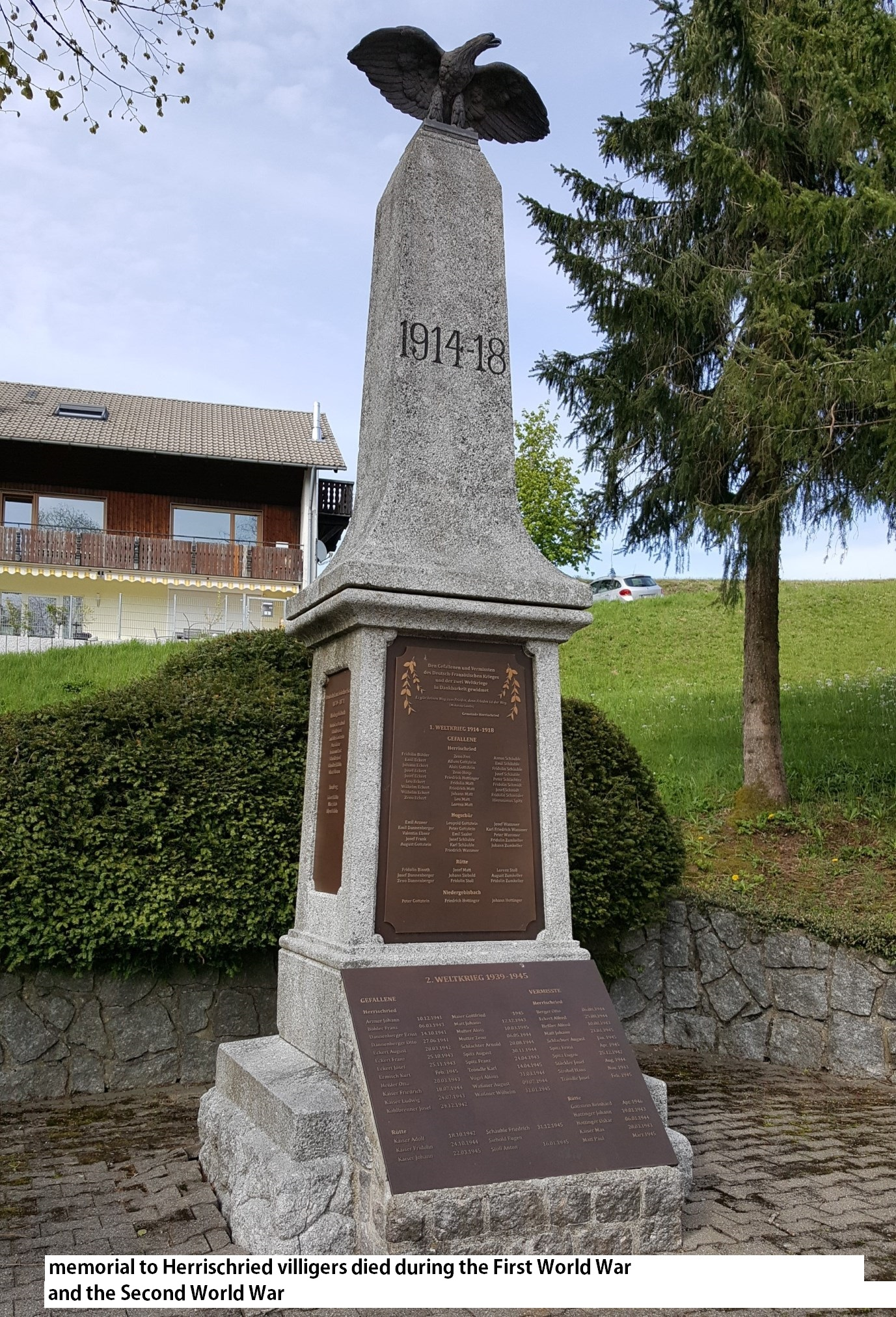
Пам'ятник геришрідівцям, котрі загинули у різних війнах, розташований біля церкви села Геришрід
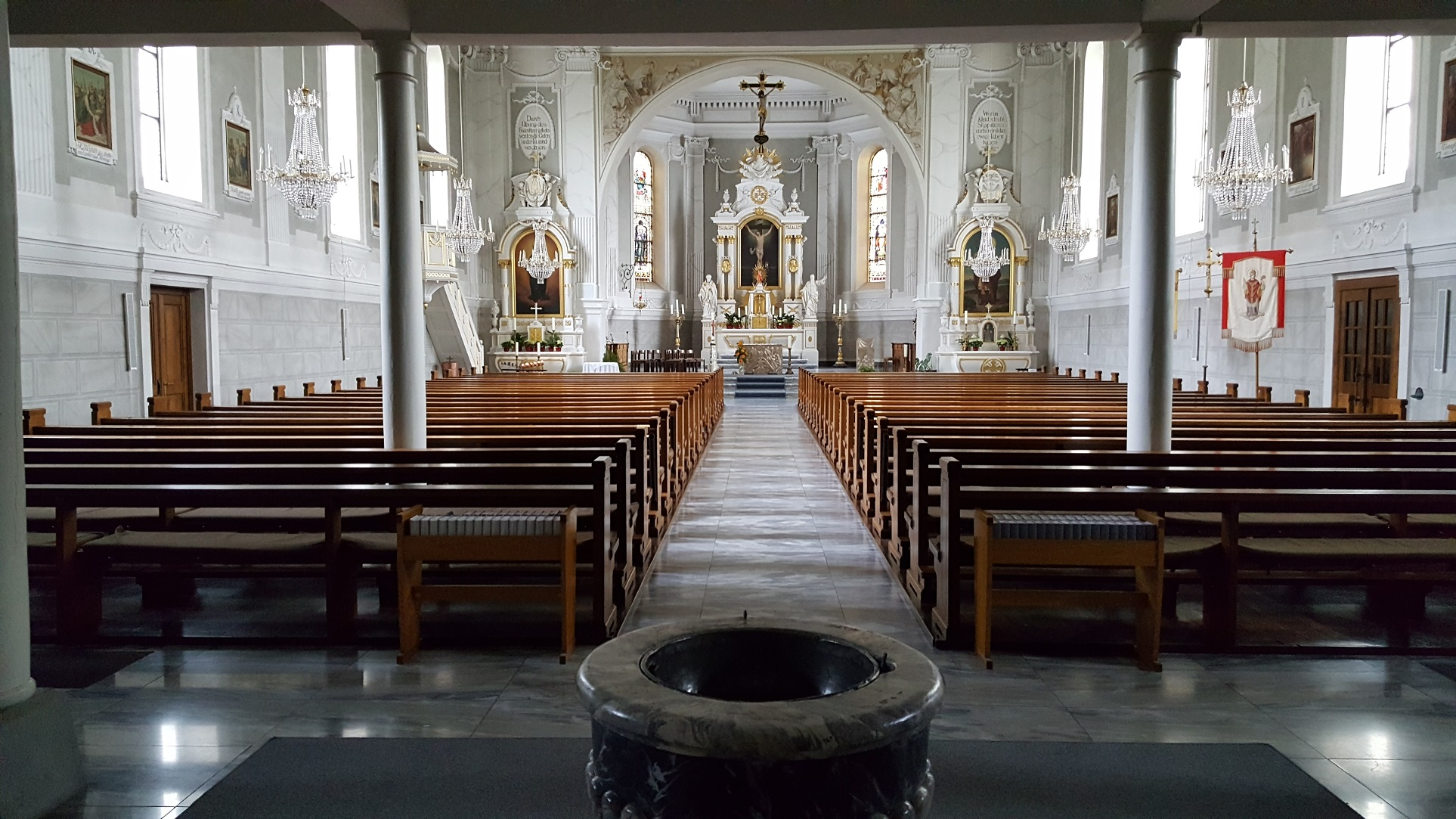
У церкві села Геришрід
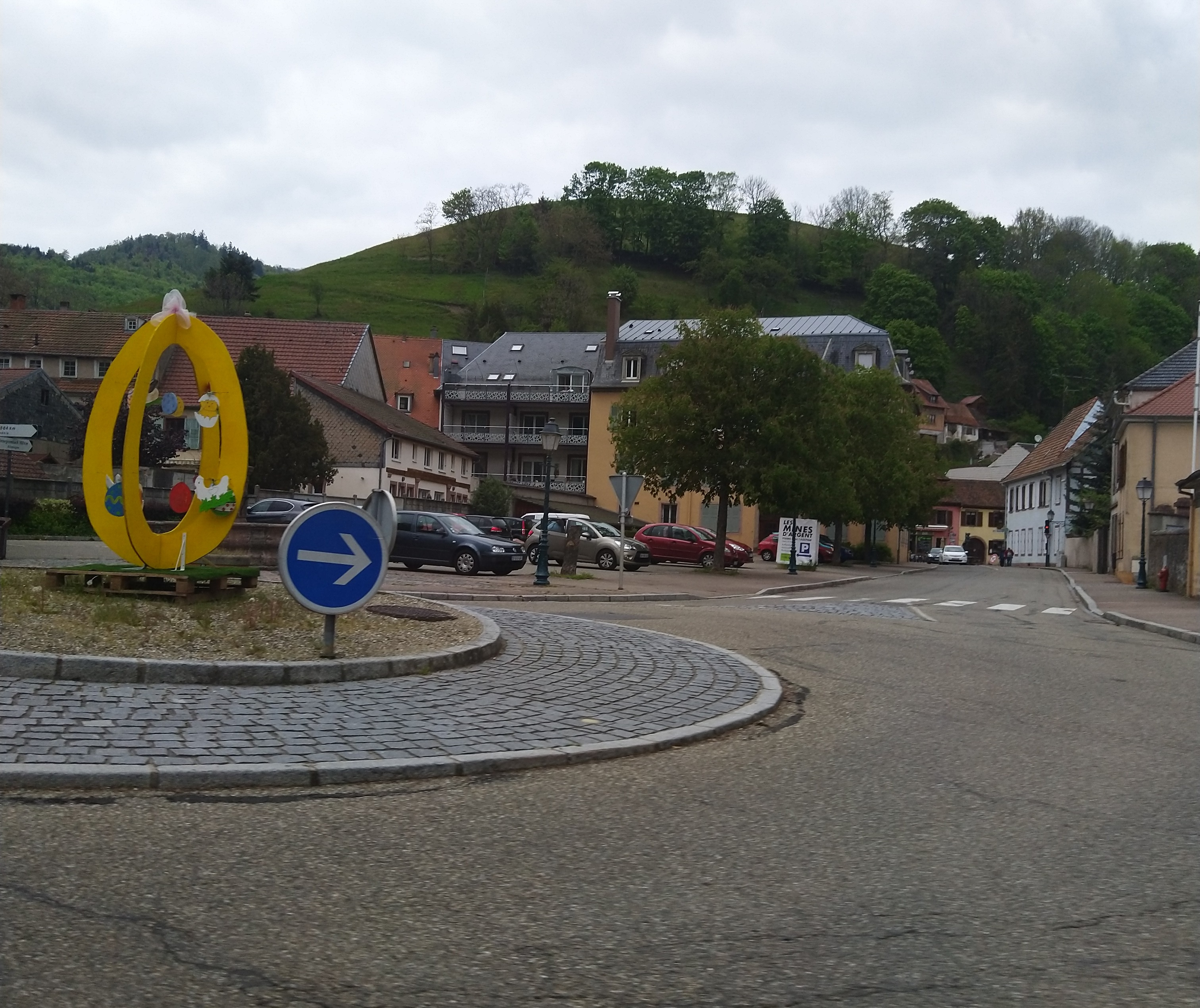
Центральне кільце села Геришрід
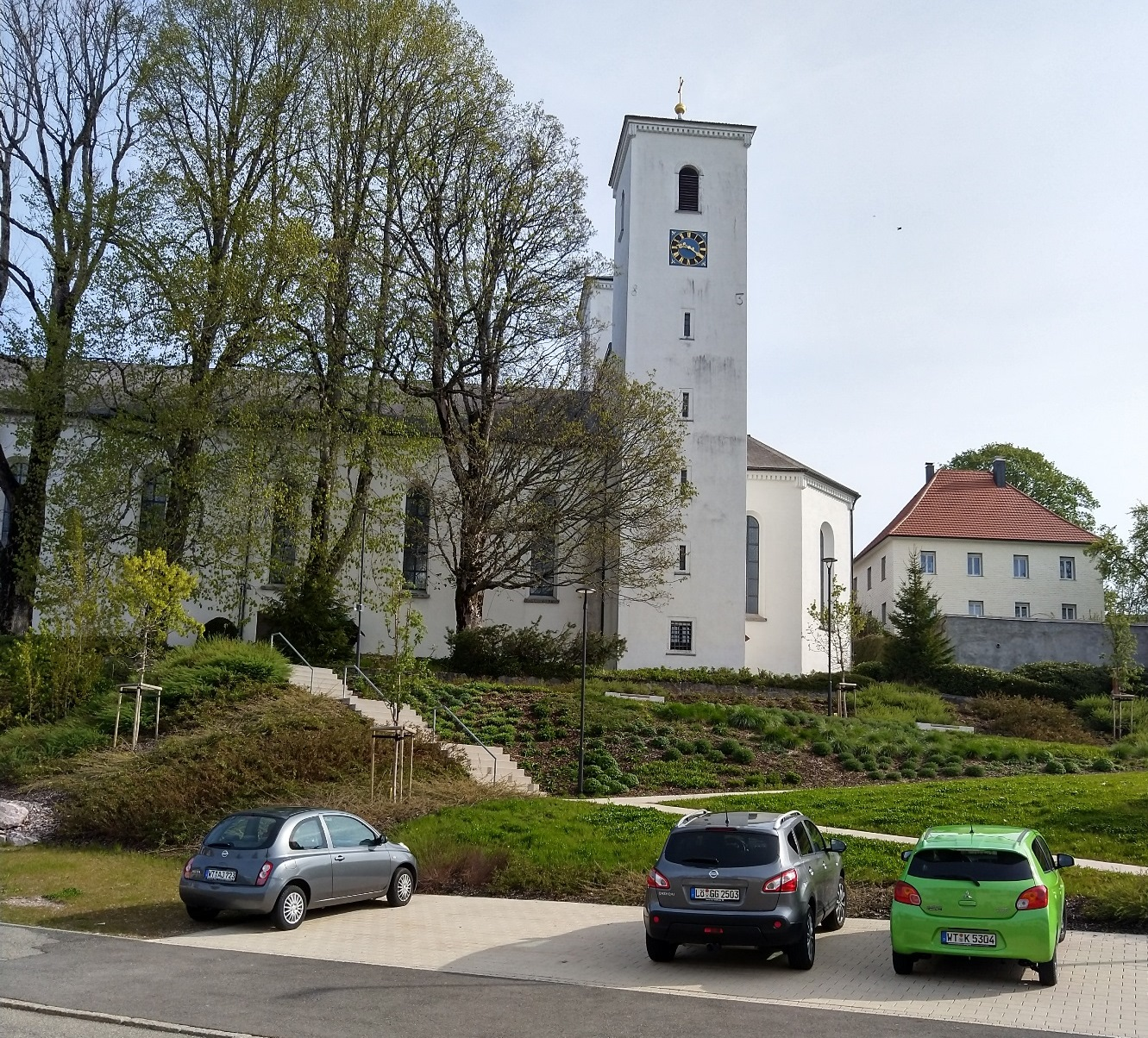
Церква села Геришрід
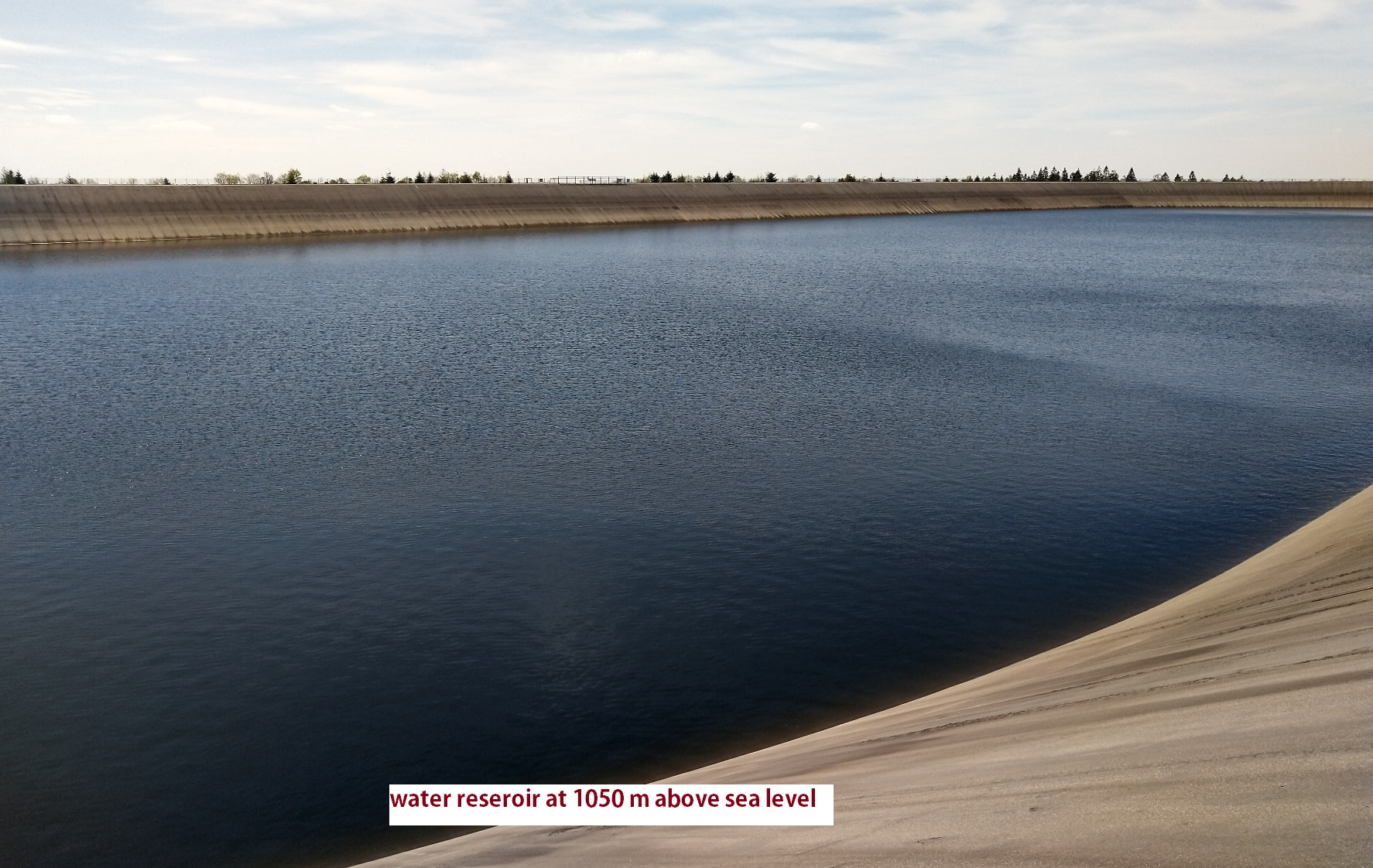
Водосховище біля села Геришрід на висоті 1050 метрів над рівнем моря
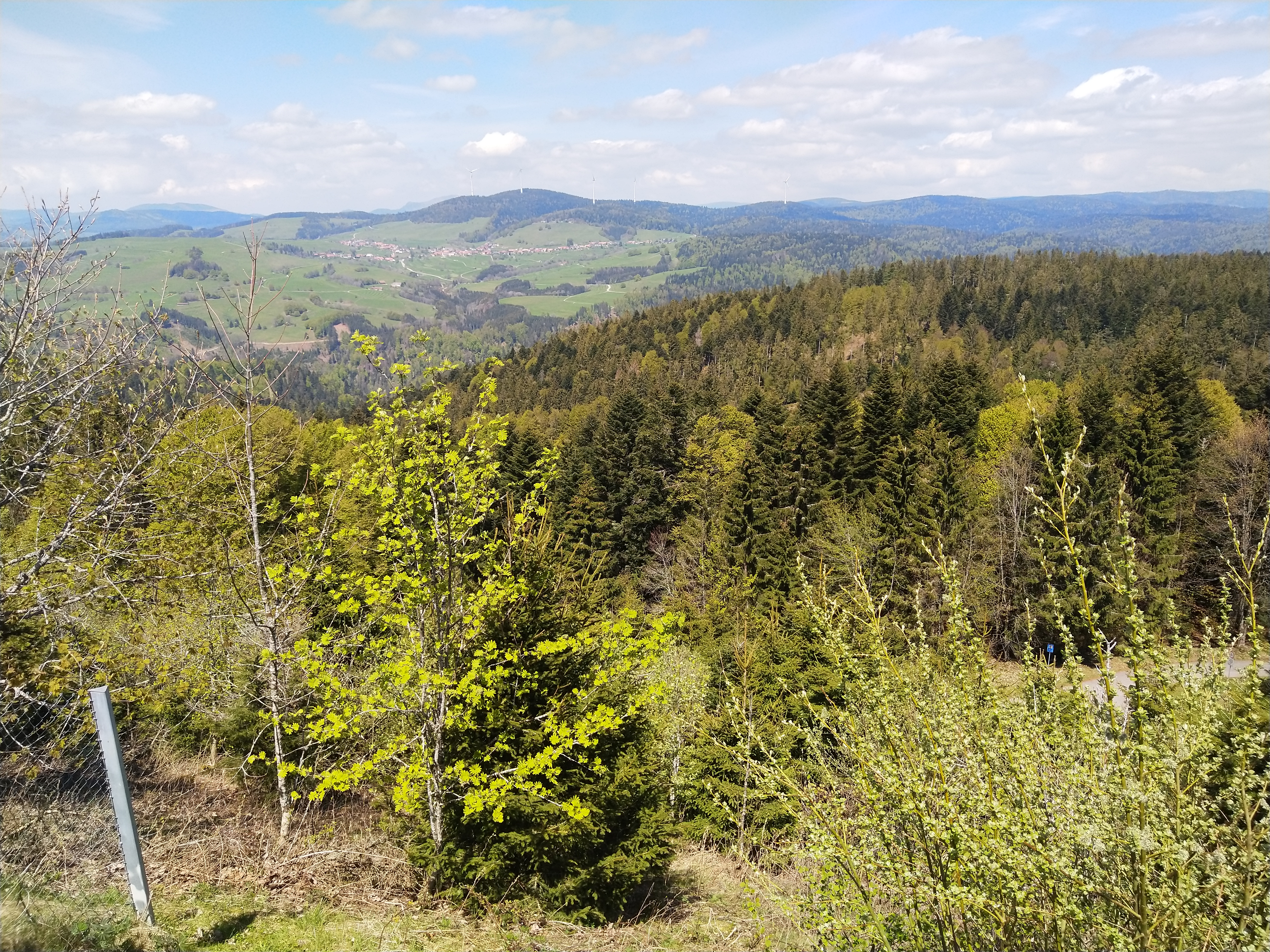
Вигляд на околицю села Геришрід від водосховища